# 阿爾文法院
阿爾文法院（Alwyn Court）是美國紐約市曼哈頓中城的一座12層高公寓，位於西58街180號。阿爾文法院修建於1907年至1909年期間，是一座法國文藝復興風格式建築。1980年至1981年，建築外牆進行了清潔。1966年，阿爾文法院被列入紐約市地標。1979年，該建築被列入國家史跡名錄。

## 外部連結
- Profile on cooperator.com （页面存档备份，存于）